# Cmentarz nad Plötzensee
Cmentarz nad Plötzensee (niem. Friedhof am Plötzensee) – nieczynny cmentarz ewangelicki zlokalizowany w północno-zachodniej części Berlina, w dzielnicy Wedding, nad wschodnim brzegiem Plötzensee, przy Dohnagestell.

## Historia
Cmentarz o powierzchni 162.845 m², założony przez wspólnoty ewangelickie w 1865, był największym cmentarzem państwowym w Berlinie. Został zamknięty dla pochówków w 1970 roku, natomiast ostatnie prawa użytkowania grobów wygasły w roku 1995. Obecny cmentarz o powierzchni 21.866 m²  to fragment dawnego zespołu nekropolii, który tworzył wraz z cmentarzami św. Pawła i św. Jana, częściowo okrojony i w większości zamieniony na parki.

## Obiekty
Na cmentarzu znajduje się pomnik autorstwa Karla Wenke „Znak Ofiar Wojny”: 5-metrowa stela z żelaznymi krzyżami. Pochodzi on z 1957 i upamiętnia poległych w I i II wojnie światowej, pochowanych na cmentarzu. W obrębie nekropolii stoi też pomnik Emila Cauera Młodszego z lat 20. XX wieku, upamiętniający ofiary I wojny światowej.
Znajduje się tam dobrze zachowany dom dozorcy cmentarza.

## Galeria

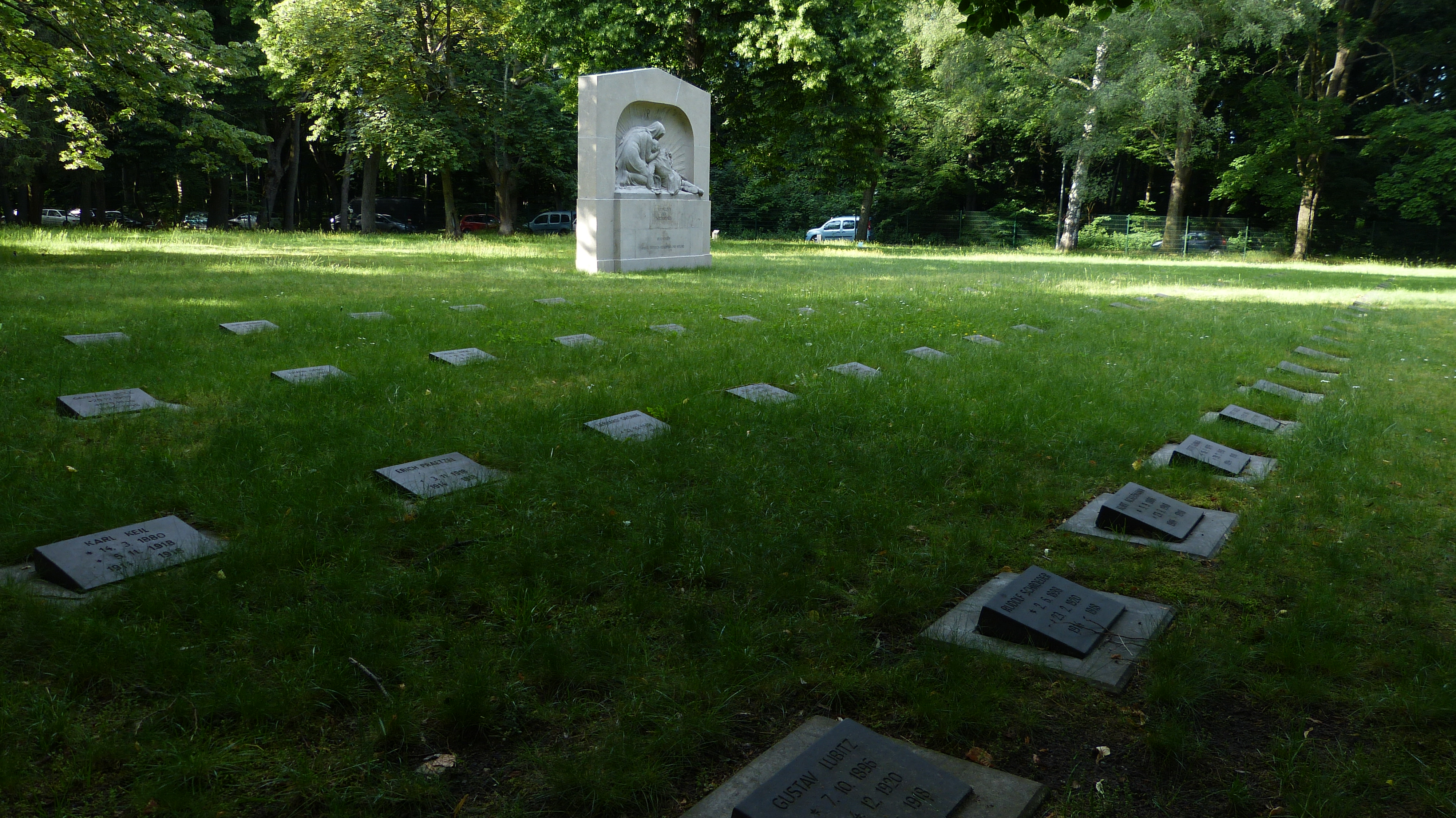
Groby poległych i pomnik Emila Cauera
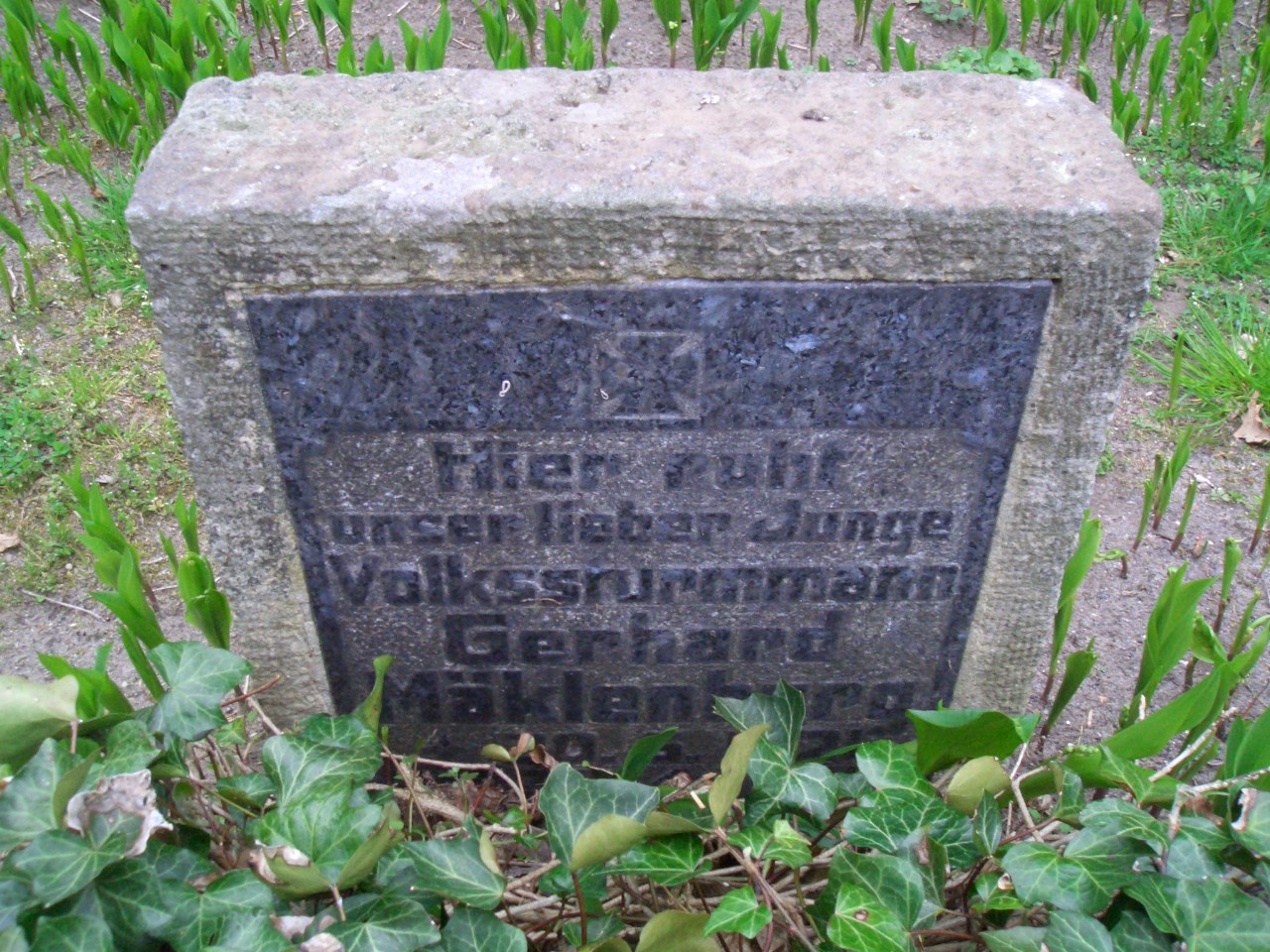
Nagrobek członka Volkssturmu